# Marie Stuart (film, 1908)
Pour les articles homonymes, voir Marie Stuart (homonymie).
Pour plus de détails, voir Fiche technique et Distribution.
Marie Stuart est un film français réalisé par Albert Capellani, sorti en 1908.
Ce film muet en noir et blanc met en scène la reine d'Écosse Marie Stuart (1542–1587), morte exécutée après vingt ans de captivité, avec Jeanne Delvair dans le rôle-titre.

## Fiche technique
- Titre original : Marie Stuart
- Réalisation : Albert Capellani
- Scénario : Michel Carré
- Société de production : Pathé Frères
- Société de distribution : Pathé Frères (France)
- Pays d'origine :  France
- Langue : français
- Format : Noir et blanc – 1,33:1 – 35 mm – Muet
- Genre : Drame, historique et biopic
- Longueur de pellicule : 255 m
- Année : 1908
- Dates de sortie :
  -  France : 1908
  -  États-Unis : 23 novembre 1908
- Autres titres connus :
  -  États-Unis : Mary Stuart

## Distribution
- Jeanne Delvair : Marie Stuart
- Jacques Grétillat
- Henry Krauss
- Paul Capellani
- Véra Sergine